# Dhuizon
Dhuizon é uma comuna francesa na região administrativa do Centro, no departamento Loir-et-Cher. Estende-se por uma área de 44 km². Em 2010 a comuna tinha 1 245 habitantes (densidade: 28,3 hab./km²).